# Капитан Планета
„Капитан Планета“ (на английски: Captain Planet and the Planeteers) е американски анимационен сериал, създаден по идея на Тед Търнър, Робърт Ларкин Трети и Барбара Пайл. Продуциран е от Turner Program Services и Dic Entertainment и се излъчва по TBS от 15 септември 1990 до 5 декември 1992 г. Продължение на сериалът е продуцирано от TBS и Хана-Барбера в периода 1993–1996 г. под името Новите приключения на Капитан Планета.
„Капитан Планета“ е образователно развлекателен сериал.

## Актьорски състав
- Дейвид Кобърн – Капитан Планета
- Левар Бъртън – Куами
- Джоуи Дедио – Уийлър
- Кат Суси – Линка
- Скот Менвил – Мати
- Джанис Кауайе – Ги
- Упи Голдбърг – Гая (1990 – 1993)
- Марго Кидър – Гая (1993 – 1996)

## В България
„Капитан Планета“ за пръв път се излъчва в България през 90-те години по „Ефир 2“. През 2008 г. се излъчва по „Нова телевизия“, а след това по „Би Ти Ви“ около 2015-2016 г.
В дублажа на „Нова телевизия“, записан в „Арс Диджитал Студио“, ролите се озвучават от Татяна Захова, Бояна Минковска, Симеон Владов и Тодор Николов, а в този за bTV, записан в студио VMS – от Антония Драгова, Петя Абаджиева, Живко Джуранов и Александър Воронов.